# Nacionalidad sueca

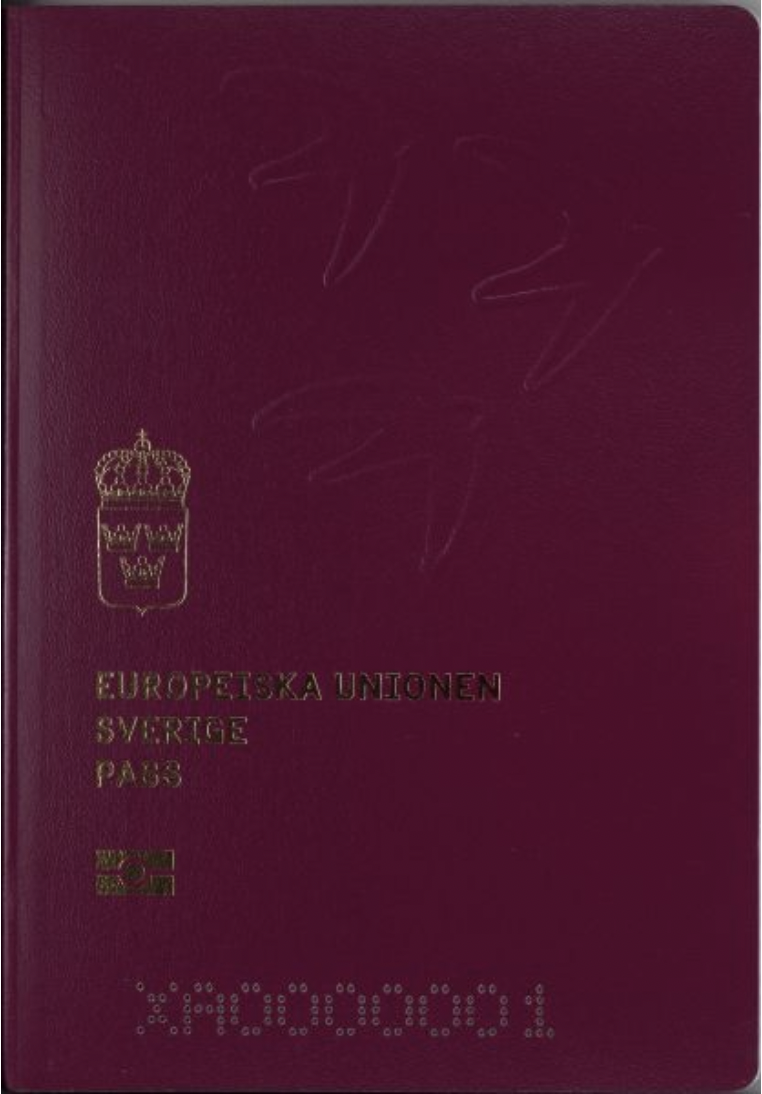
Pasaporte biométrico sueco

La nacionalidad o ciudadanía sueca es el vínculo jurídico que liga a una persona física con el Reino de Suecia y que le atribuye la condición de ciudadano. La ley de esta nacionalidad se basa en el concepto jurídico de ius sanguinis (derecho de sangre). En otras palabras, ser hijo de al menos un ciudadano sueco es el método principal para adquirir la ciudadanía.
La ley sueca fue modificada significativamente a partir del 1 de julio de 2001 y, a partir de esa fecha, se permite la doble ciudadanía sin restricciones. Todos los ciudadanos suecos son automáticamente ciudadanos de la Unión Europea.

## Adquisición

### Por nacimiento en Suecia
En general, los niños nacidos en Suecia de padres no suecos, no adquieren la ciudadanía sueca al nacer, aunque si permanecen residiendo en el país pueden obtenerla más adelante. Se supone que un niño expósito encontrado en el Reino de Suecia, es de nacionalidad sueca hasta que se demuestre lo contrario.

### Por ascendencia
Los niños nacidos a partir del 1 de abril de 2015, reciben automáticamente la nacionalidad sueca si al menos uno de sus padres es ciudadano sueco. Esto se aplica independientemente del lugar de nacimiento del niño, y de si sus padres están casados o no. Si el progenitor del cual el niño hereda la nacionalidad sueca muere antes de que su hijo nazca, es suficiente que este fuera ciudadano sueco cuando murió.
Un niño nacido entre el 1 de julio de 2001 y el 1 de abril de 2015, adquiría la ciudadanía sueca al nacer si:
- La madre era ciudadana sueca (el lugar de nacimiento del niño es indiferente);
- El padre era ciudadano sueco y el niño nació en Suecia;
- El padre era ciudadano sueco y estaba casado con la madre del niño (el lugar de nacimiento del niño es indiferente);
- El padre falleció antes de que nazca el niño, pero al momento de su muerte era ciudadano sueco y el niño nació en Suecia;
- El padre falleció antes de que nazca el niño, pero al momento de su muerte era ciudadano sueco y estaba casado con la madre del niño (el lugar de nacimiento del niño es indiferente); o
- El niño era hijo de una madre no sueca casada, en unión civil o en concubinato con una mujer sueca. Este niño también se convertía en ciudadano sueco si había nacido en Suecia y la inseminación se produjo con el consentimiento de la mujer sueca.

Un niño nacido fuera de Suecia de un padre sueco y una madre no sueca, donde estos no estaban casados entre sí, no obtenía la nacionalidad sueca automáticamente, a menos que el padre enviara una notificación a una embajada o consulado sueco con el pasaporte del niño, el certificado de nacimiento, el comprobante de su propia ciudadanía al momento del nacimiento y un certificado de paternidad. Igualmente, el niño podía adquirir la nacionalidad sueca posteriormente cuando sus padres se casaran, siempre y cuando este sea soltero y menor de 18 años.

#### Legislación anterior
La ley que regulaba la transmisión de la ciudadanía antes de la ley de ciudadanía de 2001, era la ley de ciudadanía de 1894 (ley número 71, 1 de octubre de 1894), con reformas intermedias en 1924, 1950 y 1979.

### Por adopción
Un niño menor de 12 años que ha sido adoptado por al menos un ciudadano sueco, recibe automáticamente la ciudadanía sueca al momento de la adopción si:
- El niño ha sido adoptado como resultado de una decisión tomada en Suecia o en otro país del Consejo Nórdico; o
- El niño ha sido adoptado como resultado de una decisión tomada en el extranjero y aprobada en Suecia por la Autoridad de Adopciones Internacionales de Suecia; y
- La adopción es válida según la ley sueca.

La adopción debe haberse decidido o aprobado oficialmente después del 30 de junio de 1992. Los niños de 12 años o más en el momento de la adopción, pueden adquirir la ciudadanía sueca mediante notificación.

### Por naturalización

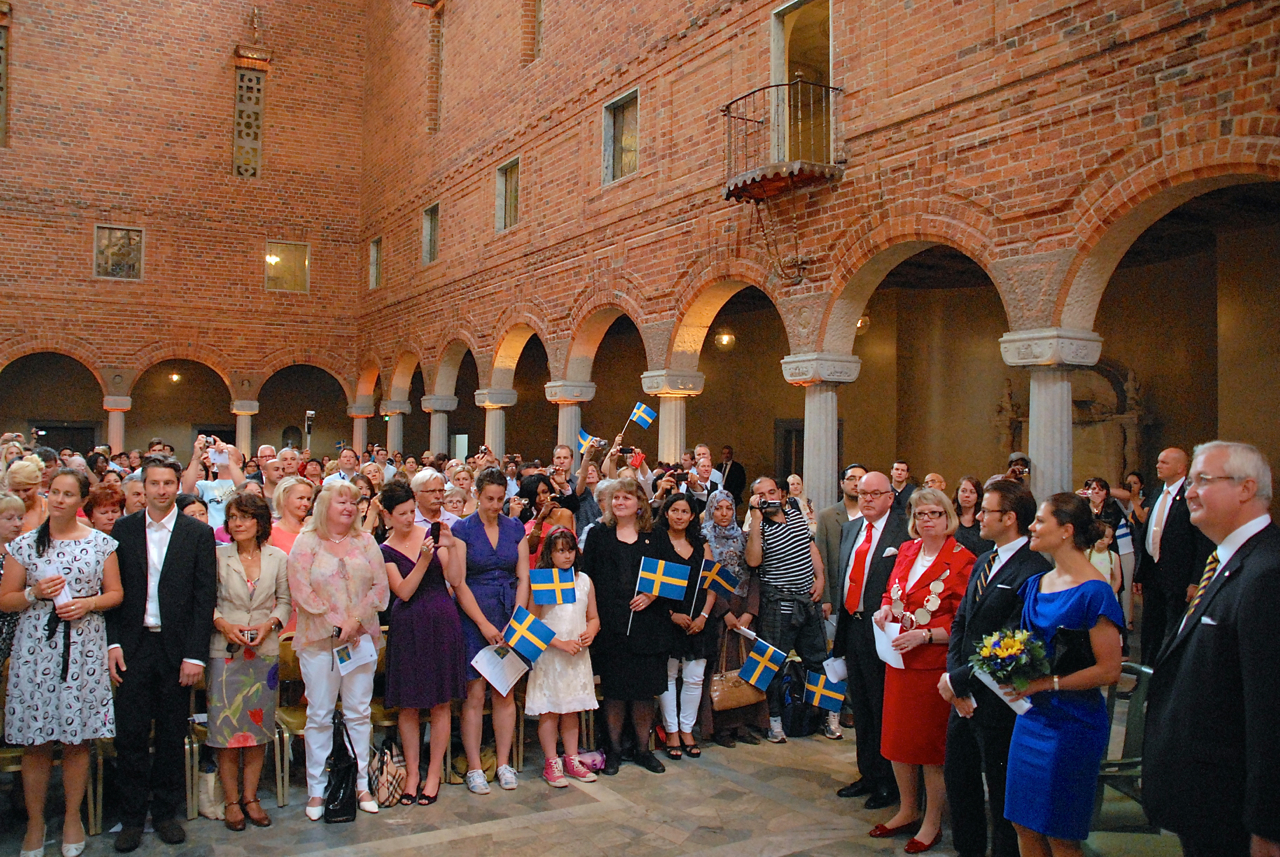
Ceremonia de ciudadanía sueca dentro del ayuntamiento de Estocolmo, 6 de junio de 2011

Una persona no sueca puede obtener la nacionalidad por naturalización (también conocida como ciudadanía por solicitud) si cumple ciertos requisitos, que incluyen:
- Ser capaz de demostrar su identidad.
- Tener al menos 18 años.
- Ser titular de un permiso de residencia permanente, a menos que el solicitante sea ciudadano de otro país del Consejo Nórdico. Para los ciudadanos de países miembros del Espacio Económico Europeo, un derecho de residencia o una tarjeta de permiso de residencia, es equivalente a un permiso de residencia permanente. Este derecho se adquiere automáticamente después de cinco años de residencia en Suecia como ciudadano de un Estado miembro del Espacio Económico Europeo. Los ciudadanos suizos dependen de otro procedimiento de naturalización más complejo.[6][7]
- Haber cumplido los requisitos de residencia, es decir, haber vivido en Suecia durante un período específico. Como regla general, el período de residencia mínima es de cinco años.[8]
- Haberse comportado correctamente durante su residencia en Suecia. Se espera que el solicitante lleve una forma de vida digna.

Los extranjeros que no puedan probar su identidad, solo pueden naturalizarse después de un mínimo de ocho años de residencia en el país, y si es probable que la identidad declarada sea la correcta.
El período de residencia se reduce en los siguientes casos:
- Se requieren cuatro años de residencia para los refugiados reconocidos y apátridas.
- Los ciudadanos de otros países del Consejo Nórdico solo deben haber residido dos años en Suecia.
- Para los exciudadanos suecos que perdieron su nacionalidad, no existe un período mínimo de residencia.
- Extranjeros con una residencia de larga duración en Suecia.
- Las personas casadas, en unión civil o en concubinato con un ciudadano sueco, pueden solicitar la ciudadanía sueca después de tres años de residencia. En estos casos, deben haber estado viviendo juntos durante los últimos dos años. No es suficiente que estén casados entre sí, también deben vivir juntos. La persona debe estar adaptada a la sociedad sueca (habilidad para hablar sueco y para mantenerse), sin embargo, no se realiza ninguna prueba.
- Los períodos de residencia fuera de Suecia deben ser inferiores a seis semanas por año. La ley establece algunas excepciones:

1. Si la persona no sueca trabaja en un barco registrado en Suecia; o
2. Si la persona no sueca ya ha vivido en Suecia y trabaja para una empresa sueca establecida en el extranjero (por ejemplo, Volvo).

- Las personas que han estado casadas, en unión civil o en concubinato con un ciudadano sueco en el extranjero durante al menos diez años, y que no residen en su país de origen. El solicitante debe demostrar estrechos vínculos con Suecia, por ejemplo, mediante visitas frecuentes o una fuerte necesidad de convertirse en ciudadano sueco.

Los menores de 18 años domiciliados en Suecia pueden obtener la ciudadanía sueca junto con un padre o madre extranjero/a.
Suecia no impone requisitos sobre las habilidades del idioma sueco o el conocimiento sobre la historia o la cultura sueca. Los únicos otros países de Europa sin requisitos similares son Irlanda e Italia.

### Por notificación
La notificación es un proceso de naturalización simplificado. Los que no son elegibles para adquirir la ciudadanía sueca por notificación, aun pueden ser elegibles para la naturalización por solicitud. Los hijos solteros menores de 18 años que sean residentes en Suecia, se convertirán en ciudadanos suecos al mismo tiempo que su(s) progenitor(es).
Las categorías de personas elegibles para obtener la ciudadanía por notificación incluyen:

#### Apátridas
Una persona apátrida puede adquirir la ciudadanía sueca por notificación si posee un permiso de residencia permanente, derecho de residencia o una tarjeta de permiso de residencia, y pertenece a una de las siguientes categorías:
- Nació en Suecia y es menor de cinco años;
- Es menor de 18 años y está bajo la custodia de un ciudadano sueco; o
- Es mayor de 18 años y menor de 21, y reside en Suecia desde los 15 años.

#### Jóvenes residentes en Suecia
La nacionalidad sueca se puede adquirir mediante notificación por parte de jóvenes que tienen un permiso de residencia permanente, derecho de residencia o una tarjeta de permiso de residencia, y que cumplen con una de las siguientes condiciones:
- Ser menor de 18 años y haber residido en Suecia durante al menos tres años; o
- Ser mayor de 18 años y menor de 21, y haber residido en Suecia desde los 13 años.

#### Exciudadanos suecos
Los exciudadanos suecos que posean un permiso de residencia permanente, derecho de residencia o una tarjeta de permiso de residencia, pueden obtener la ciudadanía sueca mediante notificación si cumplen con las siguientes condiciones:
- Tener al menos 18 años.
- Haber residido en Suecia durante diez años antes de la edad de 18 años.
- Haber residido en Suecia durante dos años anteriores a la solicitud.

#### Ciudadanos de otros países nórdicos
Los ciudadanos de otros países del Consejo Nórdico (Dinamarca, Finlandia, Islandia y Noruega) pueden ser elegibles para obtener la nacionalidad sueca mediante notificación si cumplen con los siguientes requisitos:
- Tener al menos 18 años.
- No haber adquirido la ciudadanía del otro país del Consejo Nórdico por naturalización.
- Ser residente en Suecia y haber vivido en dicho país durante al menos cinco años.
- No haber sido sentenciado a prisión u otra pena privativa de la libertad durante los últimos cinco años.

## Pérdida de la ciudadanía
Aunque se permite la doble ciudadanía, un ciudadano sueco que nació fuera de Suecia y es ciudadano de otro país (para que no se convierta en apátrida), perderá la nacionalidad sueca a la edad de 22 años, a menos que se le otorgue la aprobación para conservarla entre los 18 y 21 años. Sin embargo, no se requiere aprobación si:
- La persona ha estado domiciliada en Suecia por al menos dos años;
- Ha permanecido alguna vez en dicho país en circunstancias que indiquen un vínculo con Suecia; o
- Ha vivido al menos durante siete años en otro país miembro del Consejo Nórdico.

En tales casos, se puede conservar la ciudadanía sueca.
Cuando una persona pierde la ciudadanía sueca de acuerdo con lo mencionado anteriormente, su hijo también perderá la suya si esta fue adquirida a través del progenitor que la perdió. Sin embargo, el niño no perderá su ciudadanía si el otro padre aun conserva su ciudadanía sueca, y el niño también hereda su ciudadanía sueca de él o ella.
La ciudadanía sueca no puede ser revocada por el Estado, sin embargo, el ciudadano mismo puede renunciar a esta. El interesado debe poseer otra nacionalidad además de la sueca, o debe tener la intención de solicitar la ciudadanía de otro país. En este último caso, la persona será liberada de su ciudadanía sueca si obtiene la de otro país dentro de un año.

## Doble nacionalidad
A partir del 1 de julio de 2001, un nacional sueco que adquiera una ciudadanía extranjera no pierde la ciudadanía sueca, por lo que puede mantenerla si la ley de nacionalidad del otro país lo permite. A los exciudadanos suecos que perdieron su ciudadanía antes de esta fecha (por haberse naturalizado en otro país), se les concedió un período de dos años para volver a adquirir la nacionalidad sueca por declaración. Los hijos de exciudadanos suecos también eran elegibles para adquirir la ciudadanía sueca por esta vía. La fecha límite para la presentación de solicitudes fue el 30 de junio de 2003.
Los cambios a esta ley también significan que los extranjeros que quieran convertirse en ciudadanos suecos no necesitan renunciar a su ciudadanía anterior. Por lo tanto, pueden mantener su nacionalidad de origen si su país lo permite. Algunos países no permiten la doble ciudadanía. Por ejemplo, si una persona adquirió las nacionalidades sueca y japonesa por nacimiento, debe declarar ante el Ministerio de Justicia japonés, antes de cumplir los 22 años, qué ciudadanía desea conservar.
Antes del 1 de julio de 2001, los ciudadanos suecos todavía podían tener legalmente doble ciudadanía en ciertas circunstancias, por ejemplo, si la otra ciudadanía fue adquirida automáticamente al nacer.

## Ciudadanía de la Unión Europea
Debido a que Suecia forma parte de la Unión Europea (UE), los ciudadanos suecos también son ciudadanos de la misma según el derecho comunitario y, por lo tanto, gozan del derecho a la libre circulación y de la posibilidad de votar en las elecciones al Parlamento Europeo. Cuando se encuentren en un país extracomunitario, en el cual no exista ninguna embajada sueca, tienen derecho a obtener la protección consular de la embajada de cualquier otro Estado miembro de la UE presente en ese país. También pueden vivir y trabajar en cualquier otro país miembro como resultado del derecho de libre circulación y residencia, otorgado en el artículo 21 del Tratado de Funcionamiento de la Unión Europea.

## Requisitos de visado

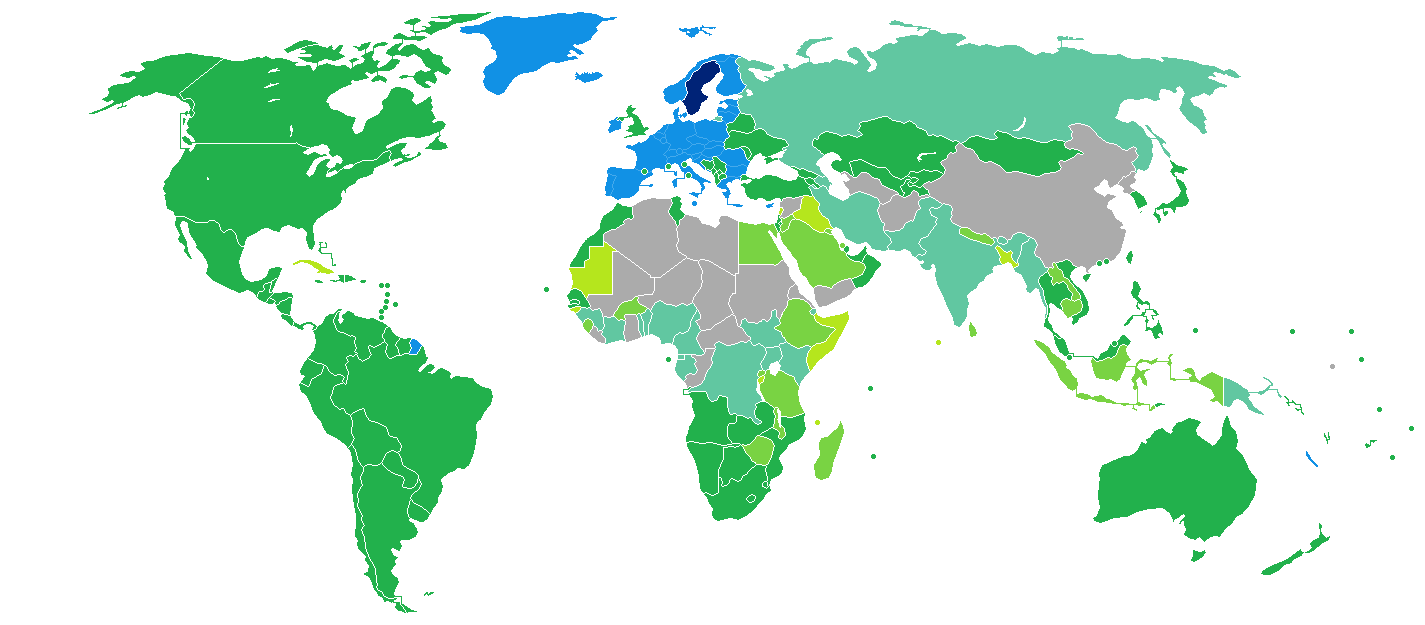
Suecia
Libre movimiento
No se requiere visa
Visa a la llegada
Visa electrónica
Visa disponible tanto a la llegada como en línea
Se requiere visa antes de la llegada

Los requisitos de visado para ciudadanos suecos son las restricciones administrativas de entrada por parte de las autoridades de otros Estados a los ciudadanos de Suecia. En 2023, los ciudadanos suecos tenían acceso sin visado o visa a la llegada a 191 países y territorios, clasificando al pasaporte sueco en el tercer lugar del mundo, según el Índice de restricciones de Visa.